# توركواتو كارديلي
توركواتو كارديلي، (لاكويلا، 24 نوفمبر 1942) دبلوماسي إيطالي.
تخرّج كارديلي في جامعة نابولي بدرجة في الثّقافة واللّغات الشّرقية. ولقد كان أوّل من عيّن في المكتب السّياسي لوزارة الخارجية الإيطالية في سنة 1967 وما زال في الخدمة.
اعتنق الدين الإسلامي أثناء مدّة خدمته كسفير إلى العربية السّعودية.

## مهنة توركواتو كارديلي الدبلوماسية
- 1967 روما، وزارة الشؤون الخارجية، مدير عام لمكتب الشؤون السياسية، مكتب الشرق الأوسط
- 1969 الخرطوم، الكاتب الثاني.